# GOCE
GOCE (Gravity field and steady-state Ocean Circulation Explorer) – klimatologiczny i geofizyczny satelita Europejskiej Agencji Kosmicznej ESA (pierwszy z programu "Earth Explorer Core Mission") mający na celu badanie pola grawitacyjnego Ziemi i cyrkulacji wody w oceanach w stanie spoczynku. Jest kontynuatorem i rozszerzeniem pomiarów pola siły ciężkości wcześniejszych misji CHAMP i GRACE. 
Satelita wszedł ponownie w atmosferę Ziemi 11 listopada 2013 roku.

## Opis misji
Satelita został wystrzelony  na orbitę z kosmodromu Plesieck, (Rosja) 17 marca 2009 roku na pokładzie rakiety nośnej Rokot-KM. GOCE został umieszczony na niskiej orbicie, co pozwoliło na bardzo precyzyjne badania. Jednak niska orbita powodowała ciągłe zagrożenie niekontrolowaną deorbitacją.

Do zadań satelity należało:
- dostarczenie danych niezbędnych do zbudowania globalnych i regionalnych modeli ziemskiego pola siły ciężkości oraz geoidy,
- pozyskanie danych poszerzających wiedzę w zakresie: cyrkulacji oceanicznej, fizyki wnętrza Ziemi, geodezji i miernictwa, zmian poziomu morza.

Satelita krążył na niskiej kołowej orbicie okołoziemskiej, synchronicznej ze Słońcem.
Wysokość orbity wahała się od około 250 km (przy pomiarach) do 270 km (stan hibernacji).
Czas trwania misji szacowano na 20 miesięcy w układzie:
- 3 miesiące kalibracji i testów
- 6 miesięczna sesja pomiarowa
- 2 miesiące hibernacji
- druga 6 miesięczna sesja pomiarowa

W listopadzie 2010 misja satelity została przedłużona o 18 miesięcy.
Eksperci ESA twierdzili, że między 9 a 11 listopada 2013 roku satelita spłonie w atmosferze, a jego szczątki mogą dotrzeć do powierzchni Ziemi, jednak nie byli w stanie przewidzieć kiedy i gdzie dokładnie to nastąpi.
Ostatecznie satelita rozpadł się w atmosferze 11 listopada 2013 roku o godzinie 0.16 CET, a jego pozostałości wpadły do Oceanu Atlantyckiego na południe od Falklandów. Mieszkańcy tych wysp mogli obserwować jasną smugę na niebie oznaczającą koniec misji GOCE.

## Szczegóły techniczne
Budowa satelity: sztywna struktura z mocno przymocowanymi skrzydłami, bez części ruchomych, w całości pokryty panelami słonecznymi. Statek w kształcie ośmiokąta o średnicy około 1 m i długości 5 m. Przekrój poprzeczny zminimalizowany w kierunku lotu (by zmniejszyć opór atmosfery). Końcowe lotki pełnią funkcję stabilizatorów. Satelita został wyposażony między innymi w silnik jonowy z 40-kilogramowym zapasem paliwa ksenonowego. Taka rezerwa miała wystarczyć na 20 miesięcy pracy - statek spędził na orbicie prawie 4,5 roku. Ostatecznie 21 października 2013 roku silnik satelity zakończył pracę, a zbiegło się to w czasie ze stopniowym obniżaniem się orbity. Mimo braku paliwa satelita wciąż przesyłał informacje na Ziemię. Pod koniec października 2013 roku naukowcy ESA poinformowali o jego deorbitacji.  
Kontrolę nad satelitą sprawował European Space Operations Centre (ESOC) poprzez stację naziemną w Kirunie.

## Zmienność grawitacji
Odstępstwa od modelowej wartości g są spowodowane poprzez:
1. spłaszczenie Ziemi wywołane jej ruchem obrotowym
2. zróżnicowanie powierzchni Ziemi – występowanie zarówno wysokich gór jak i głębi oceanicznych
3. niejednolite rozmieszczenie materiałów we wnętrzu Ziemi – występują nieregularności warstw w skorupie i płaszczu jak również rozmieszczenie mas wewnątrz każdej z warstw nie jest jednorodne
4. występowanie ropy, złóż minerałów oraz zbiorników wód podziemnych
5. zmiany poziomu morza, zmiany topografii, wybuchy wulkanów

W zależności od lokalizacji wiele z tych czynników może nakładać się na siebie oraz zmieniać się wraz z upływem czasu.

## Podstawowe założenia GOCE
1. Zapewnienie dużej dokładności i rozdzielczości modelu geoidy (lepszej niż 70 km) poprzez wyznaczenie współczynników harmonicznych sferycznych w rozwinięcia potencjału ciężkości w szereg funkcji kulistych aż do 300 stopnia.
2. Satelita oraz system czujników stanowią jedno urządzenie do pomiaru ciężkości – głównym czujnikiem jest sam satelita.
3. Otrzymanie wysokiej dokładności i rozdzielczości modelu poprzez:

Ciągłe wyznaczanie trójwymiarowej pozycji satelity,
Wybór wyjątkowo niskiej wysokości orbity, by zwiększyć wpływ grawitacji,
Ciągła kompensacja wpływu sił nie-grawitacyjnych jak opór atmosfery i ciśnienie światła słonecznego,
Użycie gradiometru w celu zwiększenia dokładności pomiaru siły ciężkości.

## Instrumenty pomiarowe
Satelita GOCE zawiera dwa instrumenty umożliwiające kompletny pomiar pola siły ciężkości:
1. satellite gravity gradient (SGG) - Gradientometr do pomiaru gradientów przyspieszenia, dzięki któremu można uzyskać średnio i krótkofalowy zakres widma pola siły ciężkości
2. satellite-to-satellite (high-low) tracking (hl-SST) - odbiornik GPS/GLONASS do precyzyjnego wyznaczenia pozycji satelity, dzięki któremu uzyskuje się długofalowy zakres widma pola siły ciężkości.

## Produkty GOCE
Dane z misji GOCE uzupełnią informacje o średnio i krótkofalowym zakresie widma pola grawitacyjnego i razem z danymi z naziemnych pomiarów grawimetrycznych lub grawimetrii lotniczej powinny dostarczyć końcowy produkt - geoidę - z dokładnością umożliwiającą przeliczenie wysokości elipsoidalnej na ortometryczną.